# Zuid-Korea op de Olympische Jeugdzomerspelen 2010
Zuid-Korea nam deel aan de Olympische Jeugdzomerspelen 2010 in Singapore, de eerste editie van de Olympische Jeugdspelen.

## Medailleoverzicht
| Sport                                                                    | Olympiër                   | Discipline                 | Medaille |
| ------------------------------------------------------------------------ | -------------------------- | -------------------------- | -------- |
| Badminton                                                                | Kwak Ye-ji                 | enkelspel (v)              | Goud     |
| Judo                                                                     | Lee Jae-hyung              | tot 81 kg (m)              | Goud     |
| Judo                                                                     | Bae Seul-bi                | tot 44 kg (v)              | Goud     |
| Moderne vijfkamp                                                         | Kim Dae-beom               | individueel (m)            | Goud     |
| Schermen                                                                 | Song Jong-hun              | sabel (m)                  | Goud     |
| Schietsport                                                              | Kim Jang-mi                | 10 m luchtpistool (v)      | Goud     |
| Schietsport                                                              | Go Dowon                   | 10 m luchtgeweer (v)       | Goud     |
| Taekwondo                                                                | Seo Byeong-deok            | tot 63 kg (m)              | Goud     |
| Taekwondo                                                                | Kim Jin-hak                | tot 73 kg (m)              | Goud     |
| Taekwondo                                                                | Jeon Soon-yeon             | tot 63 kg (v)              | Goud     |
| Zwemmen                                                                  | Chang Gyucheol             | 100 m vlinder (m)          | Goud     |
| Handbal                                                                  | handbalteam                | jongens                    | Zilver   |
| Tafeltennis                                                              | Kim Donh hyuan Yang Ha-eun | gemengd dubbelspel         | Zilver   |
| Worstelen                                                                | Moon Jinju                 | vrije stijl, tot 70 kg (v) | Zilver   |
| Zwemmen                                                                  | Chang Gyucheol             | 50 m vlinder (m)           | Zilver   |
| Badminton                                                                | Kang Ji-wook               | jongens                    | Brons    |
| Schermen                                                                 | Lee Kwang-hyun             | floret (m)                 | Brons    |
| Schietsport                                                              | Choi Daehan                | 10 m luchtpistool (m)      | Brons    |
| Tafeltennis                                                              | Yang Ha-eun                | enkelspel (v)              | Brons    |
| Als lid van een gemengd landenteam (telt niet mee voor landenklassement) |                            |                            |          |
| Moderne vijfkamp                                                         | Kim Dae-beom               | gemengd team               | Zilver   |
| Judo                                                                     | Bae Seul-bi                | gemengd team               | Brons    |

Afghanistan · Albanië · Algerije · Amerikaanse Maagdeneilanden · Amerikaans-Samoa · Andorra · Angola · Antigua en Barbuda · Argentinië · Armenië · Aruba · Australië · Azerbeidzjan · Bahama's · Bahrein · Bangladesh · Barbados · België · Belize · Benin · Bermuda · Bhutan · Bolivia · Bosnië en Herzegovina · Botswana · Brazilië · Britse Maagdeneilanden · Brunei · Bulgarije · Burkina Faso · Burundi · Cambodja · Canada · Centraal-Afrikaanse Republiek · Chili · China · Chinees Taipei · Colombia · Comoren · Congo-Brazzaville · Congo-Kinshasa · Cookeilanden · Costa Rica · Cuba · Cyprus · Denemarken · Djibouti · Dominica · Dominicaanse Republiek · Duitsland · Ecuador · Egypte · El Salvador · Equatoriaal-Guinea · Eritrea · Estland · Ethiopië · Fiji · Filipijnen · Finland · Frankrijk · Gabon · Gambia · Georgië · Ghana · Grenada · Griekenland · Groot-Brittannië · Guam · Guatemala · Guinee · Guinee‑Bissau · Guyana · Haïti · Honduras · Hongarije · Hongkong · Ierland · IJsland · India · Indonesië · Irak · Iran · Israël · Italië · Ivoorkust · Jamaica · Japan · Jemen · Jordanië · Kaaimaneilanden · Kaapverdië · Kameroen · Kazachstan · Kenia · Kirgizië · Kiribati · Koeweit · Kroatië · Laos · Lesotho · Letland · Libanon · Liberia · Libië · Liechtenstein · Litouwen · Luxemburg · Macedonië · Madagaskar · Malawi · Malediven · Maleisië · Mali · Malta · Marshalleilanden · Marokko · Mauritanië · Mauritius · Mexico · Micronesië · Moldavië · Monaco · Mongolië · Montenegro · Mozambique · Myanmar · Namibië · Nauru · Nederland · Nederlandse Antillen · Nepal · Nicaragua · Nieuw-Zeeland · Niger · Nigeria · Noord-Korea · Noorwegen · Oeganda · Oekraïne · Oezbekistan · Oman · Oostenrijk · Oost‑Timor · Pakistan · Palau · Palestina · Panama · Papoea-Nieuw-Guinea · Paraguay · Peru · Polen · Portugal · Puerto Rico · Qatar · Roemenië · Rusland · Rwanda · Saint Kitts en Nevis · Saint Lucia · Saint Vincent en Grenadines · Salomonseilanden · Samoa · San Marino · Sao Tomé en Principe · Saoedi-Arabië · Senegal · Servië · Seychellen · Sierra Leone · Singapore · Slovenië · Slowakije · Soedan · Somalië · Spanje · Sri Lanka · Suriname · Swaziland · Syrië · Tadzjikistan · Tanzania · Thailand · Togo · Tonga · Trinidad en Tobago · Tsjaad · Tsjechië · Tunesië · Turkije · Turkmenistan · Tuvalu · Uruguay · Vanuatu · Venezuela · Verenigde Arabische Emiraten · Verenigde Staten · Vietnam · Wit-Rusland · Zambia · Zimbabwe · Zuid-Afrika · Zuid-Korea · Zweden · Zwitserland